# Mithradatés III.
Mithradatés III. (parthsky Mithradát či Mithradáta, řecky Μιθραδάτης; ? – 53 př. n. l.) byl parthský velkokrál z rodu Arsakovců vládnoucí v letech 58/57–56/55 př. n. l. Byl synem krále Fraata III. a bratrem Oróda II. Jméno jeho matky není známo.
Podílel se na vraždě svého otce a zápasil pak s bratrem Oródem o korunu. Podle K. Schippmanna je možné, že přímým následovníkem Fraata III. byl on, nikoli Oródés. Mocenský boj nakonec prohrál a ani jeho pozdější výpad do Babylonie, podniknutý z římského území, nevedl k úspěchu – vítězný Oródés ho dal v roce 53 př. n. l. popravit.